# Верфано (округ, Колорадо)
Шаблон:StateAbbr_ 37°41′ пн. ш. 104°58′ зх. д. / 37.69° пн. ш. 104.96° зх. д.
Округ Верфано (англ. Huerfano County) — округ (графство) у штаті Колорадо, США. Ідентифікатор округу 08055.

## Історія
Округ утворений 1861 року.

## Демографія
За даними перепису 
2000 року 
загальне населення округу становило 7862 осіб, зокрема міського населення було 4116, а сільського — 3746.
Серед мешканців округу чоловіків було 4269, а жінок — 3593. В окрузі було 3082 домогосподарства, 1920 родин, які мешкали в 4599 будинках.
Середній розмір родини становив 2,85.
Віковий розподіл населення поданий у таблиці:
| Стать    | До 15 років | 15-21 | 22-29 | 30-39 | 40-49 | 50-65 | 65-85 | Понад 85 |
| -------- | ----------- | ----- | ----- | ----- | ----- | ----- | ----- | -------- |
| Чоловіки | 642         | 405   | 450   | 640   | 732   | 774   | 566   | 60       |
| Жінки    | 654         | 275   | 235   | 387   | 571   | 759   | 600   | 112      |

## Суміжні округи
- Пуебло — північний схід
- Лас-Анімас — південний схід
- Костілья — південний захід
- Аламоса — захід
- Кастер — північний захід
- Савоч — північний захід

## Виноски
1. ↑  U.S. Decennial Census. United States Census Bureau. Архів оригіналу за 26 квітня 2015. Процитовано 8 червня 2014.
2. ↑  Historical Census Browser. University of Virginia Library. Архів оригіналу за 11 серпня 2012. Процитовано 8 червня 2014.
3. ↑  Population of Counties by Decennial Census: 1900 to 1990. United States Census Bureau. Процитовано 8 червня 2014.
4. ↑  Census 2000 PHC-T-4. Ranking Tables for Counties: 1990 and 2000 (PDF). United States Census Bureau. Процитовано 8 червня 2014.
5. ↑  State & County QuickFacts. United States Census Bureau. Архів оригіналу за 6 червня 2011. Процитовано 10 лютого 2014.(англ.) Наведено за англійською вікіпедією.
6. ↑  American FactFinder. Бюро перепису населення США. Архів оригіналу за 26 лютого 2012. Процитовано 31 січня 2008.

| США | Це незавершена стаття з географії США. Ви можете допомогти проєкту, виправивши або дописавши її. |